# Премия Teen Choice Awards за выбор анимационного сериала
Ниже приводится список победителей и номинантов на премию Teen Choice Award в категории «Выбор анимационного сериала» (англ. Choice Animated Series). Гриффины получили наибольшее количество побед с 6.

## Победители и номинанты

### 2000е
| Год  | Победитель                 | Номинанты                                                                                 | Пр.         |
| ---- | -------------------------- | ----------------------------------------------------------------------------------------- | ----------- |
| 2006 | Гриффины                   | - Американский папаша! - Гетто - Царь горы - Симпсоны - Южный Парк                        | [ 1 ]       |
| 2007 | Симпсоны                   | - Aqua Teen Hunger Force - Гриффины - Малыш Буш: Резидент Соединенных Штатов - Южный Парк | [ 2 ] [ 3 ] |
| 2008 | Гриффины                   | - Американский папаша! - Aqua Teen Hunger Force - Симпсоны - Южный Парк                   | [ 4 ]       |
| 2009 | Губка Боб Квадратные Штаны | - Американский папаша! - Гриффины - Симпсоны - Южный Парк                                 | [ 5 ]       |

### 2010е
| Год  | Победитель           | Номинанты                                                                                           | Пр.    |
| ---- | -------------------- | --------------------------------------------------------------------------------------------------- | ------ |
| 2010 | Гриффины             | - Американский папаша! - Шоу Кливленда - Южный Парк - Звёздные войны: Войны клонов                  | [ 6 ]  |
| 2011 | Симпсоны             | - Американский папаша! - Закусочная Боба - Шоу Кливленда - Гриффины                                 | [ 7 ]  |
| 2012 | Симпсоны             | - Бивис и Баттхед - Закусочная Боба - Гриффины - Робоцып                                            | [ 8 ]  |
| 2013 | Симпсоны             | - Время приключений - Закусочная Боба - Гриффины - Гравити Фолз                                     | [ 9 ]  |
| 2014 | Симпсоны             | - Время приключений - Гриффины - Гравити Фолз - Обычный мультик                                     | [ 10 ] |
| 2015 | Гриффины             | - Время приключений - Гравити Фолз - Обычный мультик - Симпсоны - Звёздные войны: Повстанцы         | [ 11 ] |
| 2016 | Гриффины             | - Наследники: Злодейский мир - Гравити Фолз - По ту сторону изгороди - Вселенная Стивена - Симпсоны | [ 12 ] |
| 2017 | Гриффины             | - Закусочная Боба - Гравити Фолз - Рик и Морти - Соник Бум - Вселенная Стивена                      | [ 13 ] |
| 2018 | Леди Баг и Супер-Кот | - Закусочная Боба - Гриффины - Рик и Морти - Симпсоны - Вселенная Стивена                           |        |